# Kniereitvers
Ein Kniereitvers ist ein Kinderreim, der zu zweit im Spiel aufgesagt wird.
Das Kind reitet dem Elternteil zugewandt auf dessen Knien. Beide halten sich an den Händen, die die Zügel darstellen. Durch Auf- und Abwippen der Knie wird die Bewegung eines Pferdes imitiert. Der Vers wird gemeinsam gesungen oder aufgesagt. Am Ende des Reitspiels wird das Herunterfallen des Kindes gemimt. Es macht den Kindern Spaß, den „Sturz“ vom „Pferd“ zu erwarten und dann „gerettet“ zu werden.

## Deutschland

### Hoppe hoppe Reiter
Im deutschen Sprachraum ist das Kniereitspiel „Hoppe hoppe Reiter“ am weitesten verbreitet. Dabei werden bei Plumps! die Knie geöffnet, das Kind rutscht bis fast auf den Boden und wird an den Händen wieder zurück auf die Knie gezogen.
Hoppe hoppe Reiter, wenn er fällt, dann schreit er.

Fällt er in den Graben, fressen ihn die Raben.

Fällt er in den Sumpf, macht der Reiter plumps!
Vereinzelt finden sich auch Versionen, die um ein oder mehrere Zeilen ergänzt worden sind, zum Beispiel:
Hoppe hoppe Reiter, wenn er fällt, dann schreit er.

Fällt er in den Graben, fressen ihn die Raben.

Fällt er in die Hecken, fressen ihn die Schnecken.

Fällt er in das grüne Gras, macht er sich die Hose nass.

Fällt er in das Wasser, macht er sich noch nasser.

Fällt er auf die Steine, tun ihm weh die Beine.

Fällt er in den Sumpf, macht der Reiter plumps!

### Zuck, zuck, zuck na Möhln
Im Folgenden wird ein plattdeutscher Kniereitvers aus Holstein wiedergegeben. Hermann Grote verfasste auch ein Kinderlied mit dem Titel „Zuck, zuck, zuck na’r Möhlen, Hans ritt up’n Föhlen (up’n Päre)“.
Zuck, zuck, zuck na Möhln,

(Name des Erwachsenen) op den Gelln,

(Name des Kindes) op de bunte Koh,

so riet de beiden na Möhlen to.

Mit een Sack vull Weeten,

schall de Müller geeten,

schall de Müller mohln,

schött (Name des Erwachsenen) und (Name des Kindes) wellerholn.

In Draw, in Draw, in Draw,

in Galopp, in Galopp, in Galopp.

### Pfalz, Hessen und Saarland
Der Kniereitvers „Hauderidillili“ aus der Pfalz lautet wie folgt:
Hoppe, reire, geire;

hauderidillili reire,

reire iwwer de Grawe,

stirzt er ’neiⁿ, so muß er’s hawe;

wutsch! leire dreiⁿ, wutsch! leire dreiⁿ.

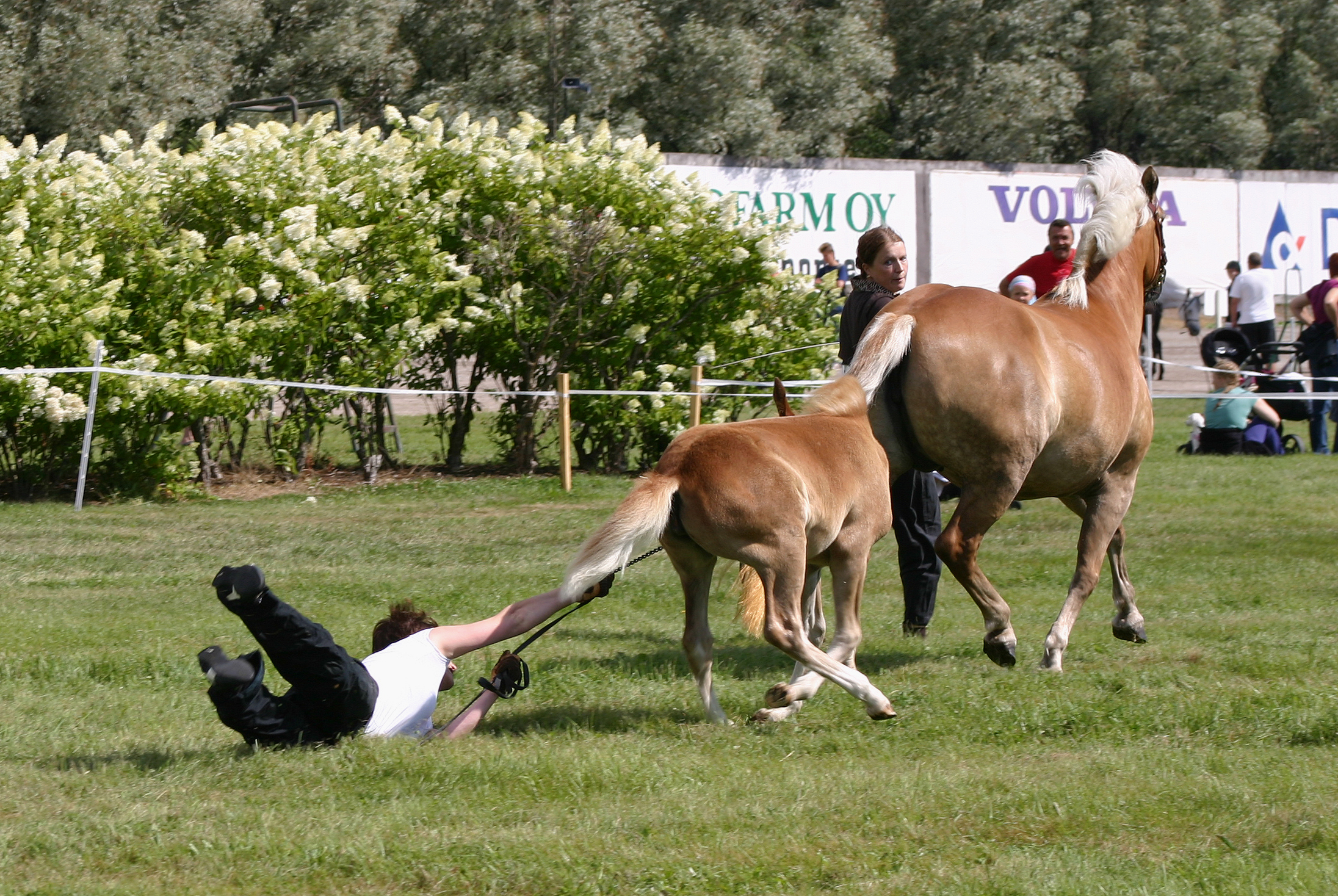
Ungebärdiges Verhalten bei einem Fohlen

Ein Kniereitliedchen aus  Südhessen beschreibt anschaulich, wie ein Bauer ein noch nicht ausgebildetes Fohlen, vermutlich einen Jährling, verkaufen möchte und von dem Fohlen in den Dreck geworfen wird:
Hoppe, hoppe drill,

de Baur hodd e Fill,

’s Filliche wil nedd läfe,

de Baur will’s verkäfe,

dō spring’s Filliche weg,

dō leit de Baur im Dreck.
Eine Variante davon aus dem Saarland lautet:
Hoppe, hoppe, Reirer (Reiter),

d’ Gail gehn uf die Weire (Weide),

’s Fillche, des lääft weg,

de Peder liecht im Dreck.
Ein weiteres Beispiel aus dem Saarland lautet folgendermaßen:
Hoppe, hoppe, läßche,

dort owwe steht e Schlößche;

gucke drei Madame raus.

Die äänt spinnt Weire,

die anner spinnt Seire (Seide),

die anner spinnt e roore Rock for unser liewe Herrgott.

## Alemannischer Sprachraum
Im alemannischen Sprachraum sind mehrere Versionen des Reitspiels bekannt.

### Ryte, ryte, Rössli
Der folgende Kniereitvers ist u. a. im Kanton Aargau bekannt. Er verweist auf die Sage von den Drei Mareien, welche die Quellen in Baden überwacht haben sollen.
Ryte, ryte, Rössli,

z’Bade staht es Schlössli,

z’Basel staht es goldigs Huus,

da lueged drei Mareye drus:

Die erschti schnätzlet Chryde,

di zweiti, die spinnt Syde,

di dritti, die spinnt Haberstrau,

bhüeti Gott mis Schätzeli au!
Diese Version ist u. a. im Kanton Zürich bekannt.
Ryte, ryte, Rössli,

z’Bade staht es Schlössli,

z’Bade staht es goldigs Huus,

es lueged drei Mareye drus:

Die erscht spinnt Syde,

di zweit schnätzlet Chryde,

di dritt gaht is Gloggehus,

und laht di goldig Sune us!

### Joggeli chasch au ryte?
Das folgende Reitspiel ist u. a. im Kanton Zürich und im Kanton Bern bekannt, wobei das Kind Ja, ja, ja! und Nei, nei, nei! sagt.
Joggeli chasch au riite? – Ja, ja, ja!

Häsch d’Bei uf beidne Siite? – Ja, ja, ja!

Häsch em Rössli z’Frässe gäh? – Ja, ja, ja!

Häsch em Rössli z’Trinke gäh? – Nei, nei, nei!

Dänn riite mer zum Brunne,

und riited drü mal umme,

da macht das Rössli trip und trap

und wirft dä Joggeli hinde ab.
Bei diesem Kniereitvers das Kind auf dem Schoß nach hinten kippen lassen und an den Händen wieder aufrichten.
Joggeli chasch ou ryte? – Ja, ja, ja!

Uf aune beidne Syte? – Ja, ja, ja!

Hesch am Rössli Hafer gäh? – Ja, ja, ja!

Hesch am Rössli z’Trinke gäh? – Nei, nei, nei!

De macht das Rössli Trippeltrappel

und schiesst dr Joggeli hiiingerabe!

### So ryte d’ Buure
Das Kind reitet auf den Knien des Elternteils; das Wippen wird von Stufe zu Stufe immer wilder. Diese Version ist im Kanton Schaffhausen bekannt.
So ryte d’Häre, d’Häre, d’Häre.

So ryte d’Fraue, d’Fraue, d’Fraue.

So ryte d’Buure, d’Buure, d’Buure. (Das Kind fällt fast runter.)